# Wielka Góra (Beskid Mały)
Wielka Góra (884 m), Kocierz (879 m), Szeroka – szczyt w głównym grzbiecie Beskidu Małego, w jego części zwanej Beskidem Andrychowskim lub Górami Zasolskimi.

## Opis szczytu
Znajduje się w tym grzbiecie pomiędzy Szeroką Przełęczą (Przysłop Cisowy) i Przełęczą Szeroką. Grzbiet, w którym wznosi się Wielka Góra oddziela dolinę Kocierzanki od doliny Wielkiej Puszczy. W kierunku północnym odbiega grzbiet, niżej skręcający na północny zachód i zakończony szczytem Okrągiełek. Grzbiet ten oddziela potok Roztoka (na zachodzie) od drugiego, bezimiennego potoku (na wschodzie; obydwa są dopływami Wielkiej Puszczy). W południowym kierunku Kocierz tworzy niski grzbiet oddzielający dwa dopływy Kocierzanki.
Przez Wielką Górę biegnie granica między wsiami Kocierz Rychwałdzki (stoki południowe) w powiecie żywieckim i Porąbką (stoki północne) w powiecie bielskim (obydwie w województwie śląskim). Przez szczyt prowadzi szlak turystyczny. Szczyt i stoki porośnięte są lasem, na samym jednak jej szczycie jest niewielka i zarastająca polanka. Ograniczone widoki rozciągają się z zachodniego, bezimiennego wierzchołka Kocierza (871,5 m) oraz z grani łączącej go z głównym wierzchołkiem.

## Nazewnictwo
Ciekawa jest historia nazewnictwa tej góry. Andrzej Komoniecki nazywał ją Szeroką Górą. W Dziejopisie żywieckim tak pisał: „Od Suchego potoku przez Sołę rzekę, do łęgu i do granic międzybrodzkich, aż do wierchu Żaru, polany Pańskiej, a tu się schodzą granice kobiernickie, żywieckie i ślemieńskie. Od Żaru polany, aż do potoku Isepnice, potem do Gronia Szeroką nazwanego, z którego Gronia granica schodzi do rzeki Łękawki”. Z jego opisu wynika jednak, że nazwa Szeroka Góra nie dotyczyła samego szczytu, lecz całego grzbietu aż po Przełęcz Kocierską. Rzeczywiście, grzbiet ten oglądany z doliny potoku Kocierzanka, lub doliny Wielkiej Puszczy wygląda, jak szeroki wał. Nazwa Kocierz występowała w I połowie XIX wieku na austriackiej mapie tego terenu. W 1835 r. krakowski poeta Edmund Wasilewski napisał o tym szczycie wiersz pt. Kocierz, ok. 1848 r. wspomina o Kocierzu Ludwik Zejszner w „Podróżach po Bieskidach”, a w 1855 r. Maria Steczkowska. Na mapie Carla Kummersberga z 1855 r. Kocierz miał wysokość 460,8 sążni wiedeńskich, czyli 874 m. Późniejsze mapy austriackie z lat 80. XIX wieku błędnie nazwały ten szczyt Uptasem. W czasopiśmie Wierchy w 1925 r. Kazimierz Ignacy Sosnowski stwierdził, że jest to nazwa błędna, nie znał jednak prawidłowej i wymyślił nazwę Wielka Góra. Nazwa ta utrzymywała się na mapach aż do 1983 r., kiedy to przywrócono jej prawidłową nazwę Kocierz. Jednak Geoportal bazujący na państwowym rejestrze nazw geograficznych podaje nazwę Wielka Góra.
Szlaki turystyczne
 Mały Szlak Beskidzki na odcinku: Żarnówka Mała – Żar – Kiczora – Przełęcz Isepnicka – Cisownik – Cisowe Grapy – Szeroka Przełęcz – Wielka Góra – Przełęcz Szeroka – Beskid – Błasiakówka – Przełęcz Kocierska. Czas przejścia: 4:05 h, ↓ 3:30 h